# Бенісано
Бенісано (ісп. Benisanó, кат. Benissanó)  —  муніципалітет в Іспанії, входить в провінцію Валенсія у складі автономного співтовариства Валенсія.

## Географія
Муніципалітет розташований у складі району (комарки) Камп-де-Турія. Займає площу 2,3 км². Населення 1964 людини (на 2005 рік). Відстань до адміністративного центру провінції — 2 км.
| Іспанія | Це незавершена стаття з географії Іспанії. Ви можете допомогти проєкту, виправивши або дописавши її. |